# Alperen Acet
Alperen Acet (né le 2 avril 1998 à Aydın) est un athlète turc, spécialiste du saut en hauteur.

## Carrière
Il bat de 4 centimètres le record de Turquie avec 2,30 m le 3 juin 2018 à Cluj-Napoca.
Le 9 août 2018, il se qualifie pour la finale des Championnats d'Europe d'athlétisme 2018, en réalisant 2,25 m au 2e essai.

## Palmarès
| Date | Compétition                             | Lieu         | Résultat | Marque |
| ---- | --------------------------------------- | ------------ | -------- | ------ |
| 2014 | Jeux olympiques de la jeunesse          | Nankin       | finale   | DNS    |
| 2015 | Championnats du monde cadets            | Cali         | 4e       | 2,14 m |
| 2016 | Championnats du monde juniors           | Bydgoszcz    | 12e      | 2,14 m |
| 2017 | Jeux de la solidarité islamique         | Bakou        | 5e       | 2,19 m |
| 2017 | Championnats d’Europe juniors           | Grosseto     | 4e       | 2,22 m |
| 2018 | Championnats de la Méditerranée espoirs | Jesolo       | 3e       | 2,16 m |
| 2018 | Championnats des Balkans                | Stara Zagora | 1er      | 2,24 m |
| 2018 | Championnats d'Europe                   | Berlin       | 5e       | 2,24 m |
| 2019 | Championnats des Balkans en salle       | Istanbul     | 2e       | 2,26 m |
| 2019 | Universiade                             | Naples       | 2e       | 2,24 m |
| 2019 | Championnats d'Europe espoirs           | Gävle        | 9e       | 2,11 m |
| 2019 | Championnats d'Europe par équipes       | Sandnes      | 1er      | 2,21 m |
| 2019 | Championnats des Balkans                | Pravetz      | 2e       | 2,23 m |

## Records
| Épreuve         | Épreuve   | Marque      | Lieu        | Date            |
| --------------- | --------- | ----------- | ----------- | --------------- |
| Saut en hauteur | Plein air | 2,30 m (NR) | Cluj-Napoca | 3 juin 2018     |
| Saut en hauteur | En salle  | 2,26 m      | Istanbul    | 16 février 2019 |